# Liste der Pseudobasiliken in Lettland

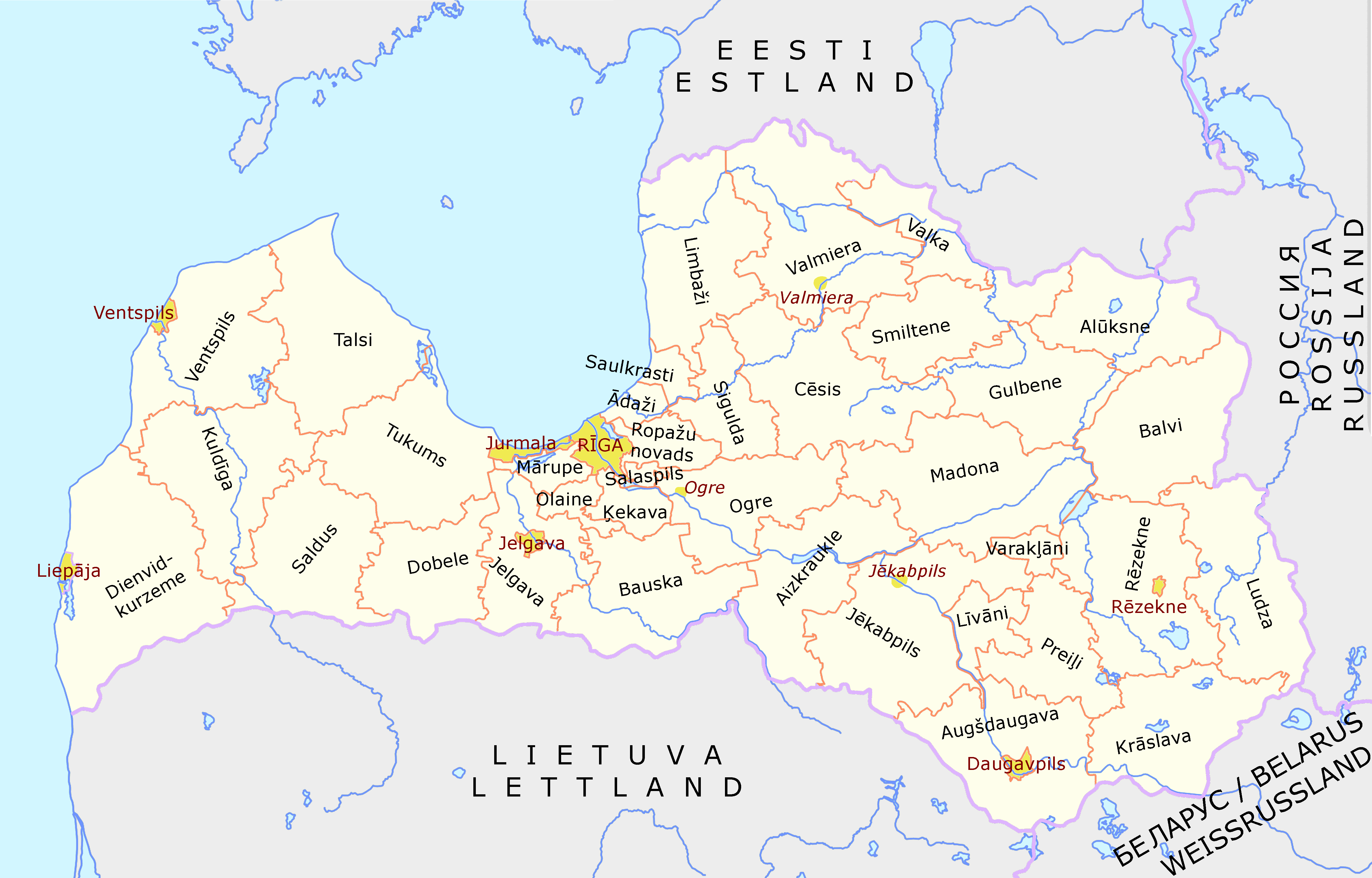
Verwaltungseinteilung Lettlands seit 2021, Republikstädte rot beschriftet, Novadi = Gemeinden schwarz

▶ Liste(n) von Pseudobasiliken – Übersicht
– Siehe auch Hallenkirchen in Lettland (19) –
- Ma = Mantojums – Lettische Denkmaldatenbank

Anzahl: 9, davon 1 teils Hallenkirche, teils Pseudobasilika
Angesichts der großen Zahl von Kirchen in Lettland ohne Innenfotos können es einige Pseudobasiliken mehr sein.
| Ort                      | Kirche                                                        | Anmerkungen                                                                                    | Fotos | Fotos               |
| ------------------------ | ------------------------------------------------------------- | ---------------------------------------------------------------------------------------------- | ----- | ------------------- |
| Eglaine Ggm. Augšdaugava | Jaunavas Marijas (Mariä Geburt) (CC)                          | 1936–1939 und 1994                                                                             |       |                     |
| Jaunpils Ggm. Tukums     | lutherische Kirche (CC)                                       |                                                                                                |       | Link mit Innenfotos |
| Kārsava Ggm. Ludza       | Rožukroņa Dievmātes (Gottesmutter Rosenkranz) (CC)            | Mitte 18. Jh.                                                                                  |       |                     |
| Lauderi Ggm. Zilupe      | orthodoxe Kirche (CC)                                         |                                                                                                |       | Innenfotos fehlen   |
| Lestene Ggm. Tukums      | lutherische Kirche (CC)                                       | 1670                                                                                           |       |                     |
| Riga                     | Svētā Jāņa baznīca ( (luth.) St.-Johannis-K.) (CC)            | Hallenschiff, pseudobasilikaler Chor, 1500–1520, Erstbau aus dem 13. Jh. Ende 15. Jh. zerstört |       |                     |
| Riga                     | Mārtiņa luterāņu baznīca (lutherische martins-K.) (CC)Ma 8997 | 1851–1855 und 1887                                                                             |       |                     |
| Saldus                   | Mārtiņa Lutera baznīca (CC)                                   | 1737                                                                                           |       |                     |
| Subate Ggm. Augšdaugava  | Svētā Miķeļa (St. Michael) katholisch (CC)                    |                                                                                                |       |                     |